# Les Grenouilles qui demandent un Roi
Pour l'adaptation de 1922, voir Les Grenouilles qui demandent un roi (film).
Les Grenouilles qui demandent un Roi est la quatrième fable du livre III de Jean de La Fontaine situé dans le premier recueil des Fables de La Fontaine, édité pour la première fois en 1668. 
Il s'agit d'une réécriture de la fable 66 d'Ésope, qui fut déclinée en une autre version par Phèdre (I-2) et enfin par La Fontaine. Chaque réécriture en complète la narration et la description. Alors que le texte d'Ésope était dépourvu de la moindre description, Phèdre ajoute des détails vivants.

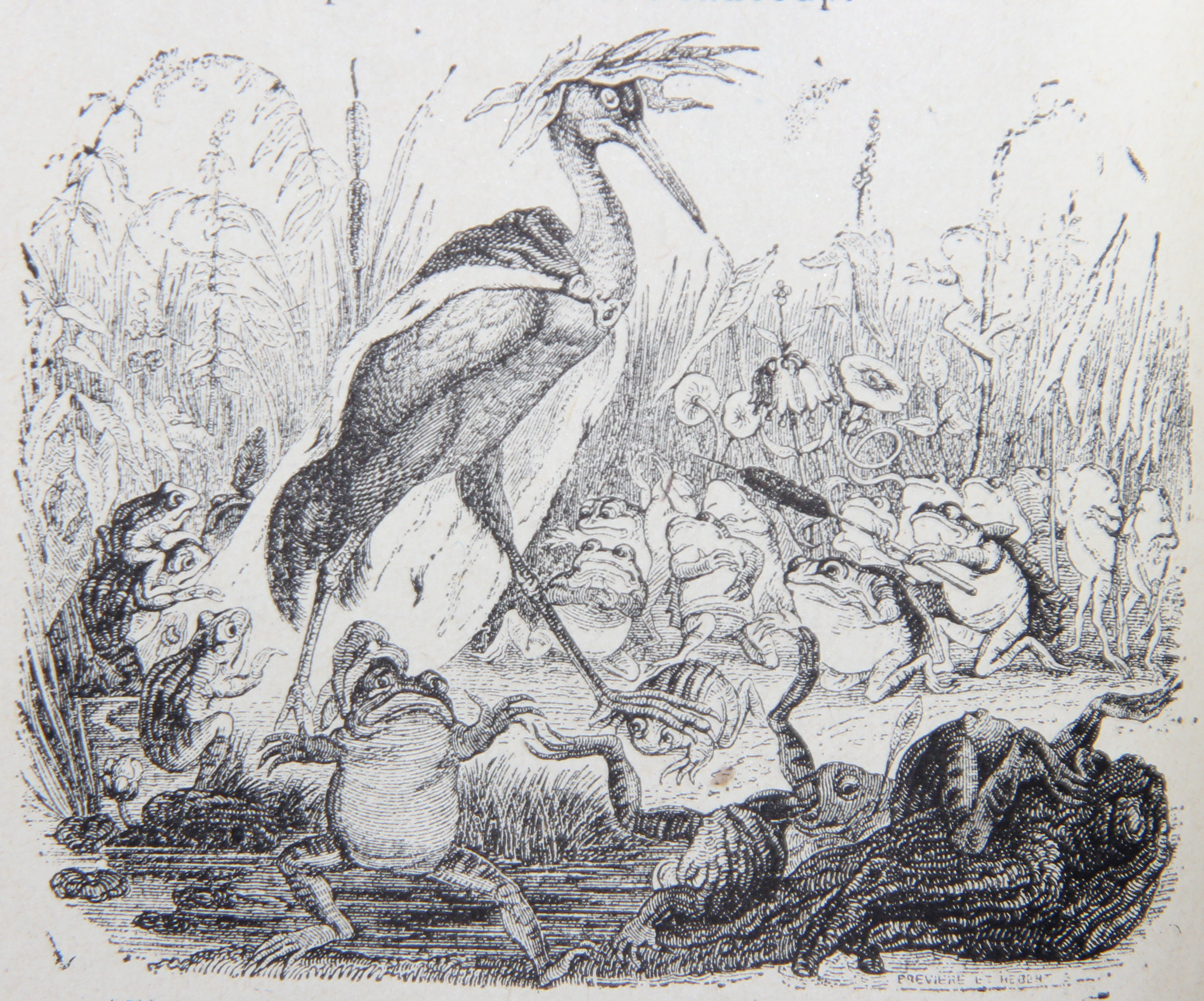
Dessin de Grandville.
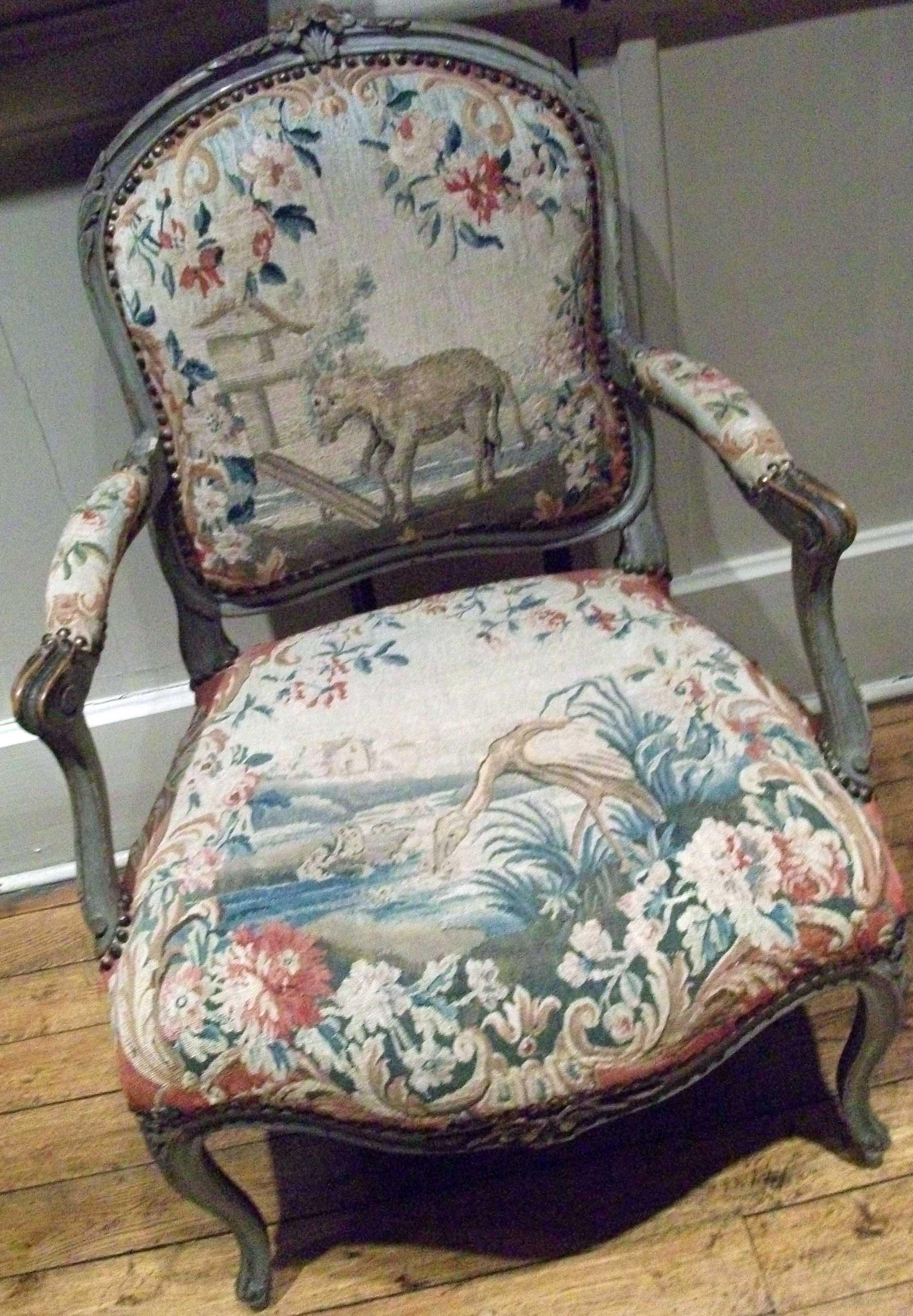
Fauteuil provenant du château de Sarry (Marne) avec la fable comme illustration sur le siège.

## Texte
LES GRENOUILLES QUI DEMANDENT UN ROI
[Ésope + Phèdre,]
Les Grenouilles, se lassant

De l'état démocratique,

Par leurs clameurs firent tant

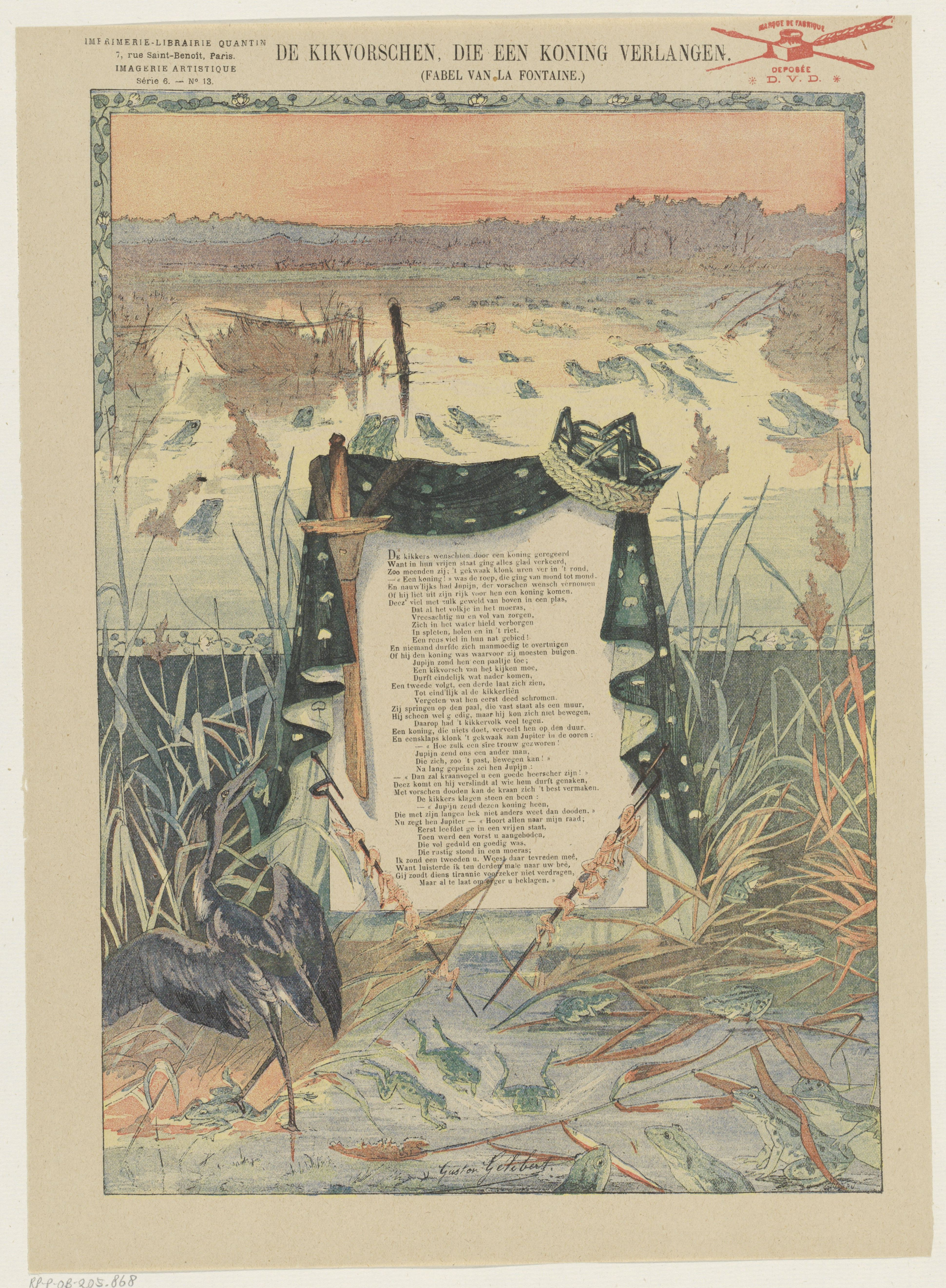
Les Grenouilles qui demande un roi traduit en néerlandais, illustré par Gaston Gélibert (1850-1931)

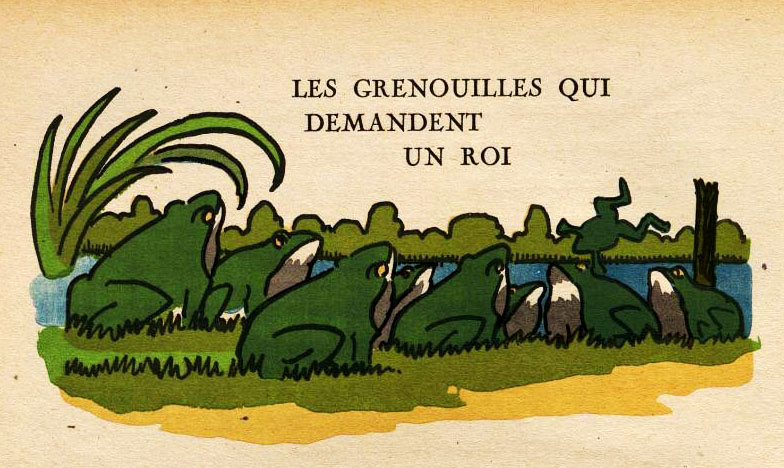
Illustration de André Hellé (1946)

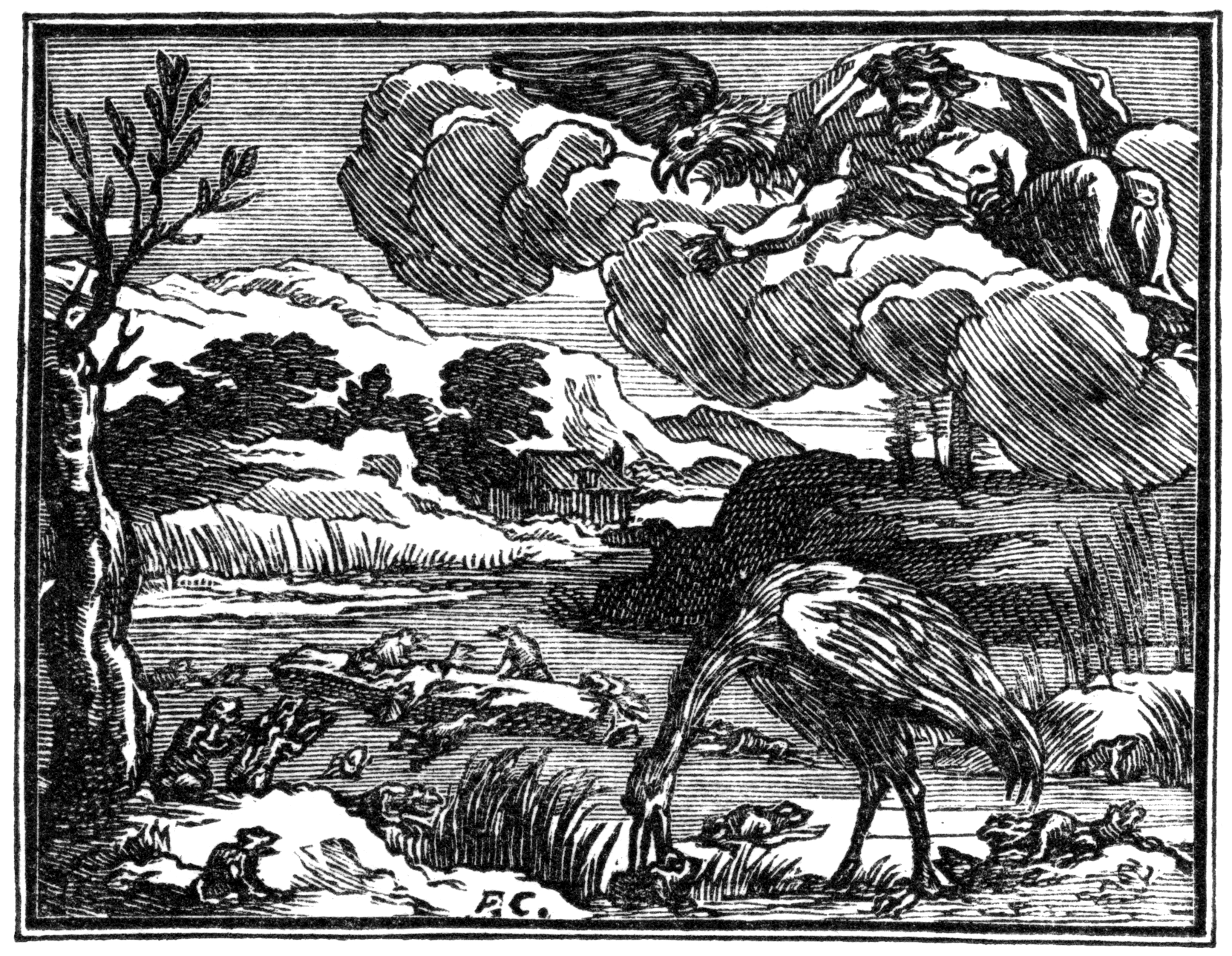
Illustration de François Chauveau (1613-1676)

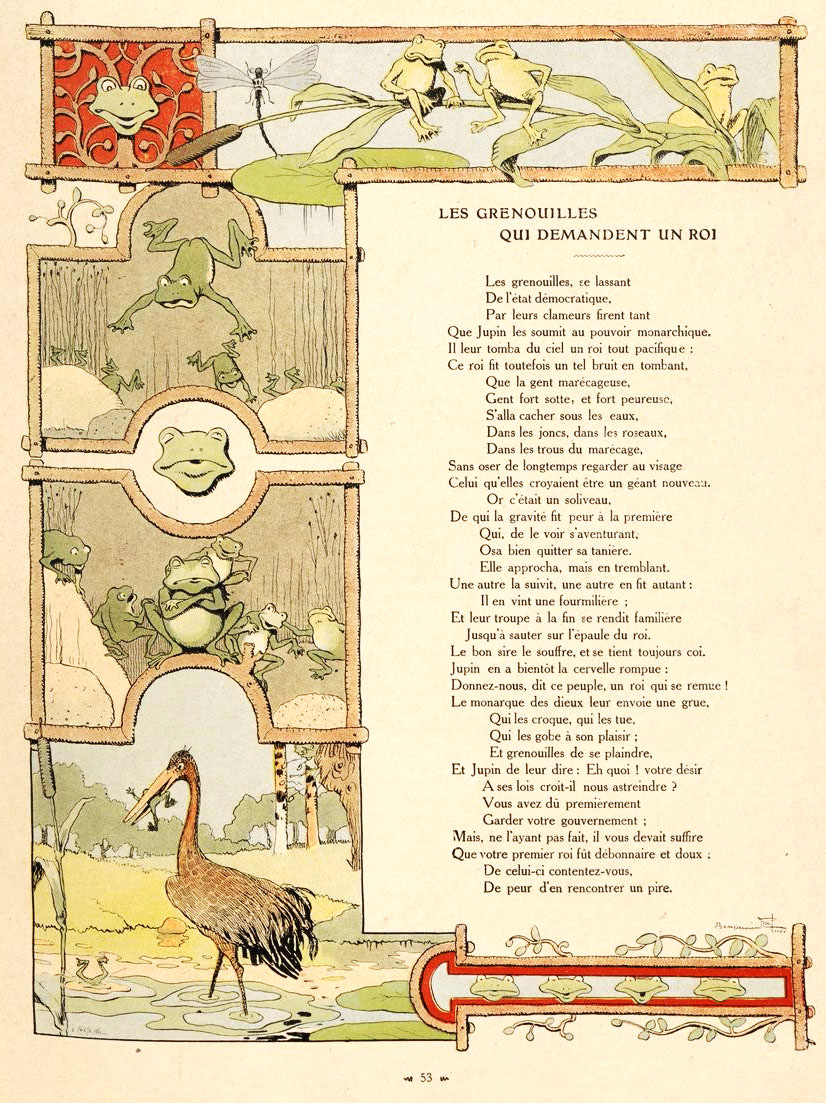
Illustration de Benjamin Rabier (1906)

Que Jupin les soumit au pouvoir monarchique.

Il leur tomba du ciel un Roi tout pacifique :

Ce Roi fit toutefois un tel bruit en tombant,

           Que la gent marécageuse,

           Gent fort sotte et fort peureuse,

           S'alla cacher sous les eaux,

           Dans les joncs, dans les roseaux,

           Dans les trous du marécage,

Sans oser de longtemps regarder au visage

Celui qu'elles croyaient être un géant nouveau.

           Or c'était un Soliveau,

De qui la gravité fit peur à la première

           Qui, de le voir s'aventurant,

           Osa bien quitter sa tanière.

           Elle approcha, mais en tremblant.

Une autre la suivit, une autre en fit autant :

           Il en vint une fourmilière ;

Et leur troupe à la fin se rendit familière

      Jusqu'à sauter sur l'épaule du Roi.

Le bon sire le souffre et se tient toujours coi.

Jupin en a bientôt la cervelle rompue :

« Donnez-nous, dit ce peuple, un Roi qui se remue ! »

Le Monarque des Dieux leur envoie une Grue,

           Qui les croque, qui les tue,

           Qui les gobe à son plaisir ;

           Et Grenouilles de se plaindre,

Et Jupin de leur dire : « Eh quoi ! votre désir

       À ses lois croit-il nous astreindre ?

       Vous avez dû premièrement

       Garder votre gouvernement ;

Mais ne l'ayant pas fait, il vous devait suffire

Que votre premier Roi fut débonnaire et doux : 

           De celui-ci contentez-vous,

           De peur d'en rencontrer un pire. »